# Црква Светог пророка Илије у Јањи
Црква Светог Илије у Јањи је православна црква на подручју Јање, Република Српска, Бoсна и Херцеговина. 
Прије изградње садашњег храма у Јањи постојала је црква брвнара на каменим темељима. Градња постојећег храма почела је 1875. године. Овај храм је кроз историју врло често страдао, како од руке разних окупаторских војски, тако и од природних непогода (поплаве).Такође у Првом свјетском рату, звоник је служио као осматрачница аустругарсе војске те је доста оштећен топовским гранатама. Током рата 1917. године са храма су скинута и однесена два звона. Након рата 1923-1924. године урађена је санација храма. Приликом ове обнове набављена су и три звона, која се и данас користе.